# Армяно-грузинские отношения
Армяно-грузинские отношения — отношения между двумя соседними государствами — Республикой Армения и Грузией, установленные 17 июля 1992 года. Несмотря на то, что между Грузией и Арменией к настоящему времени заключено более 80 различных соглашений, двусторонние отношения остаются неоднозначными. Армения во внешней политике поддерживает Россию, входит в ЕАЭС и имеет напряженные отношения с Азербайджаном и Турцией. Грузия же ориентирована на Запад, не имеет дипломатических отношений с Москвой, ввела против России в 2014 году санкции, а также тесно сотрудничает как с Азербайджаном, так и с Турцией. Протяжённость государственной границы между странами составляет 219 км.

## История
В конце XII—начале XIII века значительная часть Армении зависела от Грузинского царства. В этот период существовало армянское княжество Закарянов. В дальнейшем армянские и грузинские земли оказались в зависимости от Османской империи и Персии, а в XIX веке территории нынешних Грузии и Армении оказались в составе Российской империи. В XX веке Грузия и Армения входили в состав СССР. В обеих республиках в послевоенный период возникло сильное диссидентское движение, а в Перестройку Грузия и Армения наряду со странами Прибалтики активно боролись за выход из СССР и даже отказались проводить референдум о сохранении СССР в марте 1991 года.

## Современность

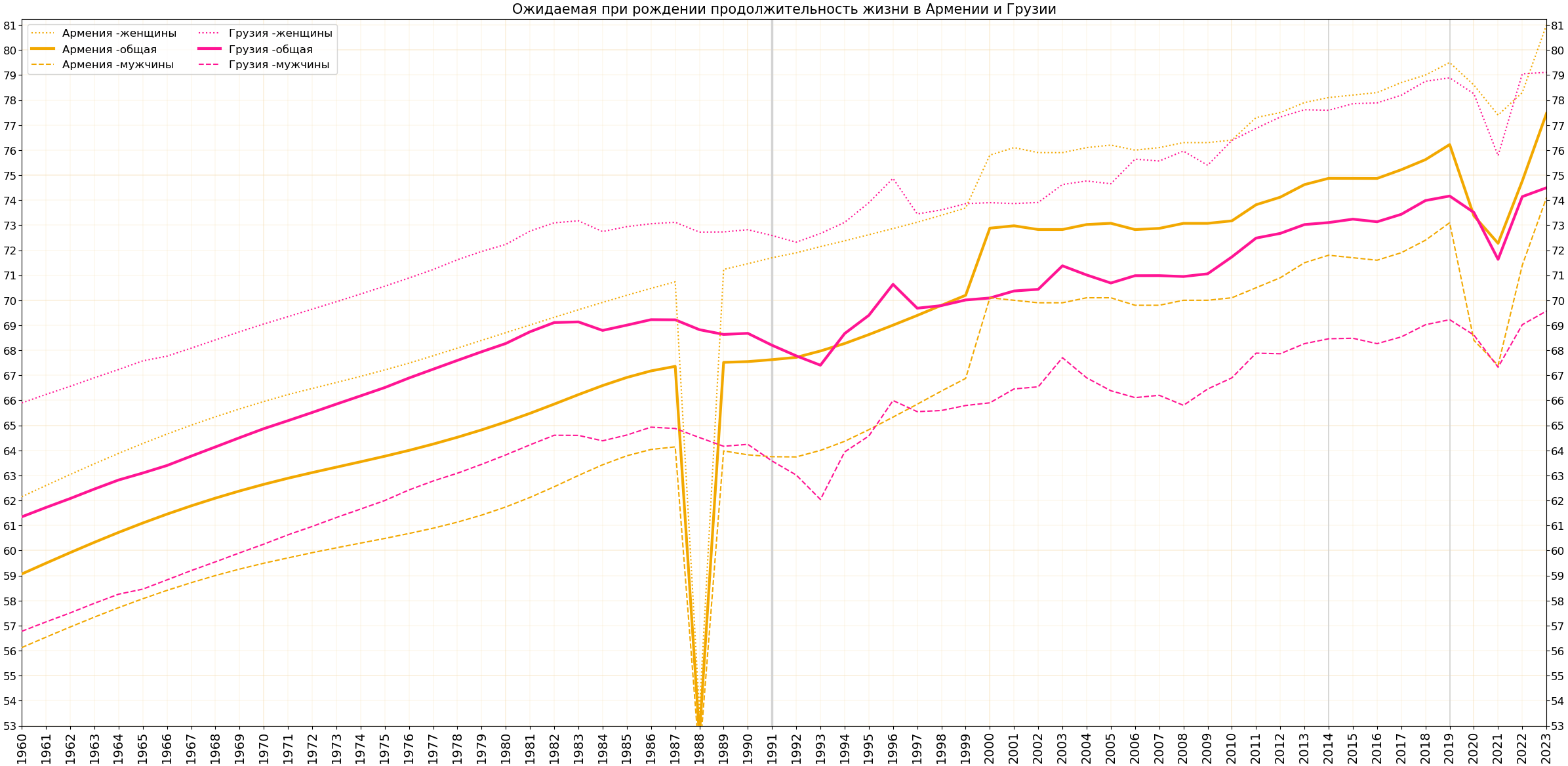
Сравнение ожидаемой продолжительности жизни в Армении и Грузии

Двусторонние дипломатические отношения были установлены 17 июля 1992 года, а в октябре 2001 года между Арменией и Грузией был заключен Договор о дружбе, сотрудничестве и взаимной безопасности. Грузия поддерживает очень тесные экономические отношения с Азербайджаном и Турцией, с которыми у Армении отношения практически враждебные. Тем не менее, из-за закрытых границ Армении с Турцией и Азербайджаном и отсутствия выхода к морю у Армении, Грузия играет важнейшую роль для Армении в плане экспорта и импорта различной продукции и товаров. Между Арменией и Грузией действует железная дорога, по которой экспортируется большая часть армянских товаров. В 2009 году по импорту грузинских товаров Армения занимала четвёртое место (7,9 % от всех экспортируемых Грузией товаров). Армения экспортирует в Грузию главным образом электроэнергию.
В Грузии проживают порядка 250 000 армян, составляющие большинство населения приграничной с Арменией области Самцхе-Джавахети. Первый президент Грузии З. К. Гамсахурдия с подозрением относился к армянскому меньшинству и в 1990 году даже заявил, что «армяне и азербайджанцы, живущие в Грузии — это угроза грузинской нации и большинство из них враги». После гибели Гамсахурдия, новые грузинские власти относятся к армянскому меньшинству гораздо лучше. В Армении, как и в Грузии на бюджетные средства выходит еженедельная республиканская общественно-политическая газета «Врастан» ((арм.) Грузия). Газета освещает общественно-политические события. Газета «Врастан» предназначена как для армян, проживающих в Грузии, так и для грузин, проживающих в Армении. Грузинское меньшинство в Армении крайне малочисленно (несколько сотен человек по переписи 2011 года).